# نبرد ماداگاسکار

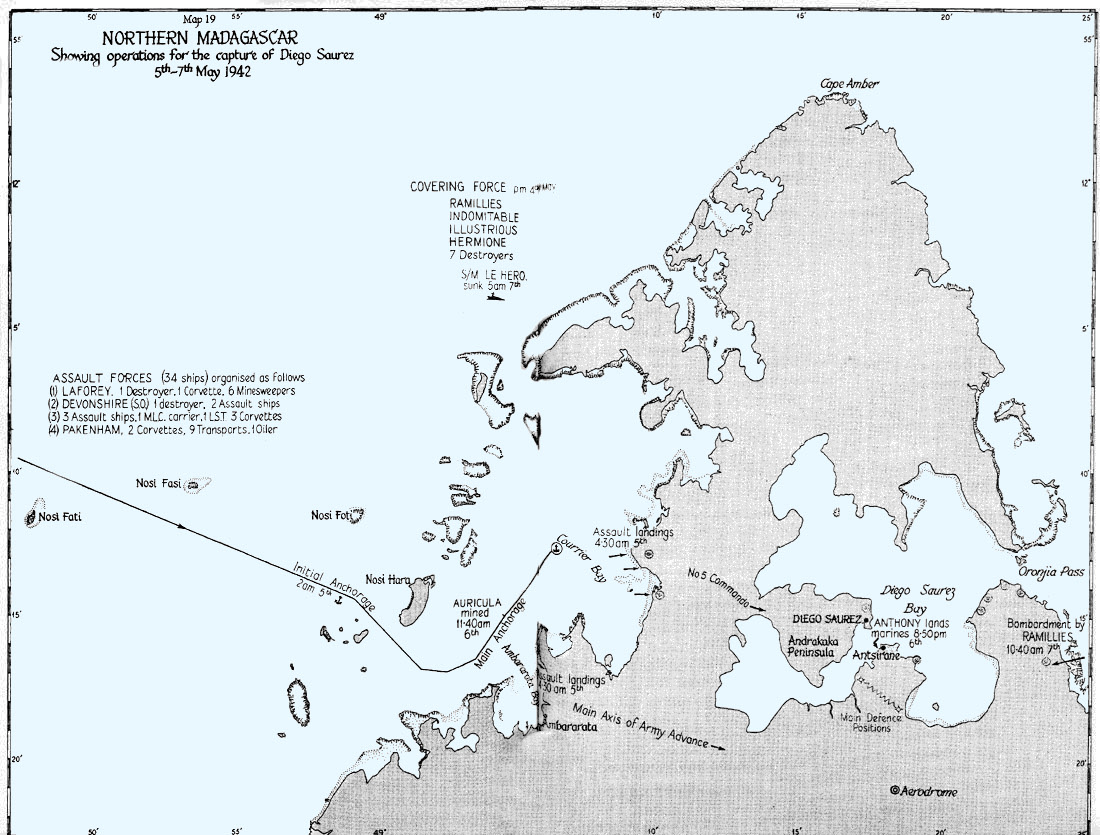
نقشهٔ حمله

نبرد مادگاسکار به لشکرکشی نیروهای بریتانیا به ماداگاسکار در کنترل فرانسه ویشی در خلال جنگ جهانی دوم گفته می‌شود. این نبرد با عملیات زره‌پوش برای تصرف بندر دیگو سوارس در شمال این جزیره در ۵ مهٔ ۱۹۴۲ آغاز شد. این نبرد در ۶ نوامبر همان سال با متارکهٔ جنگ به پایان رسید.
با پایان درگیری، ژنرال پل لژنتیوم از فرانسه آزاد به کمیسری جزیره گمارده‌شد.